# استنساخ
في البيولوجيا، الاستنساخ أو الاصطناء (مولدة) هو إنتاج مجموعة من الكائنات الحية لها نسخة طبق الأصل من المادة الوراثية والتي تحدث في الطبيعة عندما تقوم كائنات حية كالبكتريا، الحشرات أو النباتات بالتكاثر بدون تزاوج.
أما في مجال التكنولوجيا الحيوية (البيوتكنولجي) فهي العملية المستخدمة لنسخ أجزاء من الحمض النووي الريبوزي DNA، خلايا، أو كائنات حية. بشكل عام الاستنساخ يعني إنشاء نسخ طبق الأصل من منتوج ما كالوسائط الرقمية أو البرامج.

## نبذة

النعجة دوللي، أشهر الحيوانات المستنسخة

حتى تاريخ 1970 ميلادية كان إجراء الأبحاث على الحمض النووي (DNA)من أصعب الأمور التي كانت تواجه علماء الوراثة والكيمياء.
و كانت معظم الأبحاث تجرى بشكل غير مباشر على الحمض النووي الريبوزي (RNA)أو البروتين.
و لكن الحال تحول بشكل كامل فأصبح علم الوراثة المتعلق بفحص DNA(و المعروف بعلم الوراثة الجزيئية)من أسهل العلوم وأكثرها تطورا.
لقد أصبح من السهل صنع نسخ عديدة من أي جين (مورث) أو مقطع محدد من DNA.
كما أمكن معرفة تسلسل الأحماض النووية بسرعة تتعدى المئات في اليوم الواحد.
كما استطاع العلماء استكشاف الجينات الموجودة على الكروموسومات كما استطاعوا تغيير وتعديلها بالشكل الذي يريدون وليس هذا فحسب بل استطاعوا أن يعيدوا هذه الجينات المعدلة إلى الخلية وغرزها في الكروموسوم الذي يريدون.
كما أمكن إنتاج كميات كبيرة من البروتينات كالهرمونات واللقاحات المختلفة والتي كانت تنتج في السابق من الجثث الميتة أو تستخلص من الحيوانات والتي كانت تحفها المخاطر من انتقال العدوى إلى الإنسان.
كما أن هذه الثورة العلمية فتحت المجال أمام الكثيرين من محبي هذا العلم في اختراع واكتشاف طرق جديدة وحديثة في التعامل وحفظ وتغيير هذه المادة الحيوية في الإنسان والحيوان والنبات.
لقد غير هذا العلم المنطلق كالصاروخ الكثير من المفاهيم الطبية والتي دفعت كثير من كليات الطب إلى تعديل مقرراتها لتزويد طلابها بالمزيد من هذا العلم.
لقد أُطلق على عملية نسخ وتعديل وزرع الجينات اسم الهندسة الوراثية وهو اسم عام لا يحدد فكرة معينة أو تقنية محددة، ولكنه يعنى بكل ما يقام به في تغيير أو تعديل المادة الوراثية.
و يتفرع من هذا العلم الكثير من التقنيات وهي متناثرة وموزعة على الكثير من فروع الطب والعلوم.

## مفهوم الاستنساخ

### معنى الاستنساخ في اللغة
الاستنساخ من النسخ، والألف والسين والتاء للطلب، ويطلق النسخ على معنيين، أحدهما: النقل ومنه نسخ الكتاب أي نقل صورته إلى كتاب آخر، قال تعالى: (إنا كنا نستنسخ ما كنتم تعملون) الجاثية '29' أي ننسخ ما تكتبه الحفظة، فيثبت عند الله سبحانه وتعالى. والآخر: الإزالة، ومنه قول الله تعالى: (ما ننسخ من آية أو ننسها نأت بخير منها أو مثلها) البقرة: 106، والمعنى الأول هو المراد من الاستنساخ في هذا البحث، وهو طلب الحصول على نسخة أخرى غير المنقول عنها. وقد يطلق على هذه التقنية: النسخ، أو الاستنساخ الحيوي، أو العذري، أو اللاجنسي، أو البشري، أو نحو ذلك من إطلاقات تبعاً لنوع الاستنساخ.

### معنى الاستنساخ في عرف العلماء
الاستنساخ من الفعل (نسخ) وهو الحصول على صورة طبق الأصل من النسخة الأصلية، عن طريق زرع خلية عادية في بويضة أُفرغت من الكروموسوم، أي من الإرث الجيني، بحيث تصبح خلية قابلة للتكاثر عن طريق الانقسام الخلوي المعتاد، ثم ملؤها بخلية أخرى من كائن مكتمل النمو، تحمل صفاته الوراثية وزرعها في رحم أنثى بالغة.. لتأتي النتيجة جنيناً أو مولوداً مستنسخاً من صاحب الخلية المزروعة.

## أنواع الاستنساخ واستعمالاته

### الاستنساخ الجيني
ويهدف إلى الحصول على كمية كبيرة من جين معين بغرض دراسته مثلا، ويتم عبر إدخال الجين الذي يراد استنساخه من كائن حي معين مثلا، إلى المادة الجينية لخلية تدعى «فيكتور» والتي قد تكون خلية بكتيرية أو فطريات أو فيروسات.
ثم يتم وضع هذا الفيكتور بالمختبر في ظروف مناسبة مما يؤدي إلى تكاثره، وبالتالي استنساخ كمية كبيرة من المادة الجينية المرغوبة.

### الاستنساخ الإنجابي
ويستخدم لاستنساخ حيوانات بأكملها، وذلك عبر الخطوات التالية:
- أخذ المادة الوراثية من نواة خلية من جسم الحيوان الذي يرغب في استنساخه، مثل خلية جلد (أي تحتوي على كامل عدد الكروموسومات لا نصفها).
- يتم أخذ بويضة وتفريغها من المادة الوراثية، أي أنها لا تحتوي على النوية التي بها الكروموسومات، ومحتواها من الجينات يساوي صفر.
- يتم إدخال المادة الوراثية من الخلية البالغة إلى البويضة الفارغة، ويتم ذلك عبر حقنها أو استخدام تيار كهربائي لدمج الاثنتين معاً.
- تزرع البويضة الجديدة بالمختبر في أنبوب اختبار.
- تنقل البويضة إلى رحم أنثى تسمى «الأم البديلة»، لتحمل بها وتلدها بعد حين.
- الوليد يحمل نفس المادة الوراثية للخلية الأصلية التي تم استنساخها.

هذه الطريقة هي التي تم استخدامها لاستنساخ النعجة دوللي.
تطبيقات الاستنساخ:
- استنساخ حيوانات ذات صفات مرغوبة مثل أبقار غزيرة الحليب أو ذات نسب مرتفعة من لحم الهبر.
- استنساخ حيوانات متطابقة لإجراء اختبارات الأدوية عليها، مما يساعد في الحصول على نتائج متجانسة وواضحة ولا يلعب فيها الاختلاف بين الحيوانات دورا في تشويش نتائجها.
- استنساخ الفصائل المهددة بالانقراض من الحيوانات.

سلبيات الاستنساخ الإنجابي: تقنية الاستنساخ الإنجابي ذات فعالية منخفضة للغاية، فالنعجة دوللي نجح استنساخها من بين 277 جنينا، أي كانت نسبة النجاح 1 على 277، وهي نسبة منخفضة للغاية. المواليد المستنسخة تعيش عادة لفترة قصيرة، فمثلاً النعجة دوللي عاشت لست سنوات فقط، وهي نصف معدل حياة النعاج وهو 12 سنة. المستنسخ عادة ما يعاني من مشاكل بالأعضاء كالقلب والكبد والدماغ، بالإضافة إلى مشاكل في جهاز المناعة.

### الاستنساخ العلاجي
يشبه هذا النوع الاستنساخ الإنجابي، ولكن الهدف النهائي مختلف. ففيما يسمح الاستنساخ الإنجابي للبويضة الملقحة بالنمو لتكوين كائن حي جديد بزرعها برحم الأم البديلة، يستعمل الاستنساخ العلاجي البويضة كمصدر لإنتاج الخلايا الجذعية، وهي خلايا تملك قدرة غير محدودة على التكاثر والتمايز لأي نوع من الخلايا، والتي يقول العلماء إنها قد تحمل أملا بعلاج العديد من الأمراض[بحاجة لمصدر]. كما تساعد هذه الطريقة في الاستنساخ العلماء على فهم أعمق لطبيعة وكيفية تطور الأمراض.
سلبيات الاستنساخ العلاجي:
الاستنساخ العلاجي يتطلب تدمير الجنين بالمختبر لأخذ خلاياه الجذعية، مما يثير قضايا أخلاقية.
يشير بعض العلماء إلى وجود تشابه بين الخلايا الجذعية وخلايا السرطان، إذ تقول بعض الدراسات إنه بعد ستين انقساما خلويا يتجمع بالخلايا الجذعية طفرات كافية لتحويلها إلى خلايا سرطانية أو شبه-سرطانية. ولذلك فإنهم يطالبون بالمزيد من الأبحاث قبل استخدام هذه التقنية في علاج الأمراض لدى الإنسان.

## كيفية حدوث الاستنساخ

- مثال النعجة دولي: أحدث الإفصاح عن استنساخ النعجة «دولي» في أوائل سنة 1997 دويا هائلا في عموم الكرة الأرضية على كافة الأصعدة العلمية والدينية والاجتماعية.

وهذه أهم الخطوات التي قام بها العالم وايلموت في عملية استنساخ النعجة دولي.
أولا: أخذ 277 بيضة من مبيض نعجة أنثى ذات رأس أسود، وتم نزع نوى هذه البيوض وأبقى على السيتوبلازم والغشاء الواقي فقط.
ثانيا: استخرج نوى عدداً من خلايا ضرع نعجة بيضاء الرأس.
ثالثاَ: غرس داخل كل بيضة مفرغة من نواتها نواة من خلية الضرع ذات الرأس الأبيض، وهي النوى التي تحتوي على الـ 46 كروموسوم وهذا ما يسمى«بالحقيبة الوراثية» التي تعطي جميع الخصائص الذاتية للمخلوق.
رابعاَ: وضع كل خلية من الخلايا الجديدة في أنبوبة اختبار، وسلط عليها صعقة كهربائية، فتحركت بعض الخلايا للانقسام.
وإنقسمت فعلاَ 29 خلية، وبلغت هذه الخلايا مرحلة (8 - 10 خلايا متماثلة).
خامساَ: قام بزرع الخلايا المتماثلة في مكانها في الرحم، وواحدة فقط وصلت إلى إتمام النمو فولدت النعجة دولي مماثلة لأمها ذات الرأس الأبيض.

## فوائد الاستنساخ ومخاطره على البشرية
لقد انتقد الكثير هذه التقنية لخطورة تطبيقها على العنصر البشري، وبعض الدول حرّمت الأبحاث المتعلقة بها.
وانطلقت وسائل الإعلام، وتباينت ردود الفعل الأولى من الاستنساخ البشري إلى ثلاثة آراء:
الأول يشجعه، وهو موقف المتخصصين في علاج العقم.
والثاني يعارضه، وهو الموقف الذي اتخذته حكومات إنكلترا وألمانيا وفرنسا.
والثالث يرى عدم التسرع في الرفض أو القبول، بل تحديد فترة مؤقتة توقف فيها الأبحاث حتى تستكمل دراسة النواحي الاجتماعية والأخلاقية للاستنساخ وبعدها يقرر استئنافه أو توقيفه. وهو موقف الولايات المتحدة الأمريكية التي دعت إلى وقف تمويل الأبحاث المستخدمة في الاستنساخ البشري لمدة خمس سنوات

### فوائد الاستنساخ
1 - يفيد الاستنساخ في المحافظة على السلالات النادرة سواء كانت نباتية أو حيوانية ومعرضة للانقراض بسبب التلوث الصناعي وخوفا من أن تتحمل البشرية آثار الافتقار إلى التنوع البيولوجي تنوع حيوي الذي قد يعرض البشرية للمخاطر فيقوم الاستنساخ هنا بمهمة لا نجد بديلا عنها وهو ما تقوم به الدول المتقدمة وهو ما يعرف بالبنوك الوراثية والتي يتم فيها جمع السلالات والأنواع النادرة وحفظها وإكثارها واستنساخها من أجل الحفاظ على معلوماتها الوراثية والتي تعتبر مصدر لمربي النبات والحيوان للاستفادة منها والآخذ منها في استحداث وتطوير نباتاته وحيواناته من خلال التقنيات الحديثة في التربية كالهندسة الوراثية ونقل الجينات (معلومات وراثية لازمة لإنتاج صفة معينة).
2- يفيد الاستنساخ في مجال البحث العلمي فمثلا إنتاج فأر ليكون بديلا لفأر آخر يعاني من مرض وراثي محدد لإجراء تجارب علاجية وراثية لتحديد أفضل سبل العلاج والتي يمكن تطبيقها على الإنسان يكون هنا للاستنساخ فائدة عظيمة لاختيار أفضل وأنسب الطرق لصالح للبشرية.
3- إكثار الحيوانات المهندسة وراثيا لإنتاج العقاقير بمعنى مضاعفة المصانع الحيوية عدديا لزيادة إنتاج العقاقير.
4- إكثار التراكيب الوراثية التي أثبتت كفاءتها في إنتاج الغذاء للبشر.

## ثانياً: مخاطر الاستنساخ البشريّ من الناحية الصحية
فإنه سوف يؤثر سلبا بلا شكّ على النوع الإنسانيّ؛ لأنه سوف يُضعفه كما أكد ذلك علماء الوراثة في ندوات علمية: لأنّ الاستنساخ البشريّ الكامل من خلية بشرية لاجنسية إنما يكون من خلية كاملة النضج، ودخلت في مرحلة الشيخوخة ..و هذا بطبيعة الحال سيؤثر على النسخة التي ستنشأ عنها في المستقبل؛ لأنها ستحمل كلّ الصفات الوراثية التي تتعلّق بها، ومنها: المرحلة العمرية ..وكما هو معلوم عند علماء الوراثة أنّ لكلّ خلية حيّة في جسم الإنسان عمرا محددا تولد ثم تموت .

## الاستنساخ في الإسلام
إن القلق الرئيسي بشأن الاستنساخ البشري هو الخوف من تجديد الإنسان، وهو ما يتعارض مع المعتقدات البشرية وأنظمة القيم. إن الحالة الراهنة للمعرفة والمخاطر العالية التي تنطوي عليها إجراءات الاستنساخ تبرر كذلك القضية ضد الاستنساخ البشري. ومع ذلك، فإن الرغبة في تخفيف المعاناة والمرض البشري هي عامل مشترك. وقد كان هذا أحد المبادئ الأساسية للتنمية البشرية على مر العصور، في جميع المجتمعات والثقافات والأديان. وفي العالم الإسلامي، تؤكد الفتاوى والقرارات والتوصيات الدينية ضد الاستنساخ على المقدسات المقدسة للكائنات الفردية. يشجع الإسلام البحث والتحقيق، وتوفر الأدوية واللقاحات الحديثة العلاج والوقاية من الأمراض. توفر تكنولوجيا الاستنساخ طرقًا وفرصًا جديدة لعلاج الأمراض، حيث أمرنا النبي بالاستشفاء 
وحكم مجمع الفقه الإسلامي عام 1997 بأن الاستنساخ لا يتعارض مع العقيدة الإسلامية. وقالوا إن التقدم في التكنولوجيا والمعرفة الذي أصبح ممكنا عن طريق الاستنساخ كان مقدرا مسبقا بإرادة الله. فني الاستنساخ ليس هو المنشئ الفعلي للنبات أو الحيوان الناتج. ويمكن النظر إلى التقدم العلمي في الاستنساخ باعتباره إرادة إلهية لتوفير التدريب الأخلاقي والنضج للبشرية. هناك إجماع على أن استنساخ النباتات أو الحيوانات لتحسين الجودة وعلاج الأمراض ليس محظورا في الشريعة الإسلامية.

## التعديل الوراثي
التعديل الوراثي هو إدخال صفات جديدة على صنف ما من النباتات باستخدام التقنيات
البيولوجية الحيوية للتحسين من نوعية وجودة المنتوج الزراعي.
منذ اكتشاف بنية ADN سنة 1954 وهذه التقنية تعرف تطورا ملحوظا حيث يمكن إنتاج مواد
(antibiotiques) من طرف بكتريا وتغيير المادة الوراثية للنبات وجعله مكتسبا
للمقاومة الذاتية تجاه المواد السامة والأمراض.

### فوائد التعديل الوراثي
فمثلا تضاف جينات بعض النباتات سريعة النمو إلى النباتات بطيئة النمو بهدف زيادة الإنتاج. هذا وقد كان أول نبات تجرى عليه عملية التعديل الوراثي هي الطماطم ويتمثل هدف التعديل في إطالة فترة نضجها وعدم فسادها في وقت سريع .

### الفرق بين النباتات المعدلة وراثيا وبين النباتات العادية
الهدف من زراعة النباتات العادية والنباتات المعدلة وراثيا واحد .
وهو إنتاج أنواع محسنة وذات إنتاج أكبر لكن الاختلاف هو في الطرق التي يتم زراعة هذه النباتات بها .
فالنباتات العادية هي النباتات التي تزرع بصورة عادية وتكون طبيعية 100% حتى وإن هجنت مع أصناف أخرى بهدف تحسين الإنتاج.
أما النباتات المعدلة وراثيا فيتم باستخدام أحدث التكنولوجيا المتوصل إليها في عالم الهندسة الوراثية ونقل الجينات المطلوب نقل صفاتها من صنف إلى آخر بواسطة بعض أنواع البكتيريا أو بما يعرف بقاذف الجينات البيولوجي .
أمثلة على التحسينات التي يقوم بها التعديل الوراثي:
1) إنتاج محصول أكبر من النباتات التي لم تعدل وراثيا.
2) إنتاج أنواع من الأرز مثلا تحتوي على البروتينات الموجودة في الفول .
وهكذا ويكون هدف المنتجين الأساسي لهذه النباتات المعدلة وراثيا هو الربح حتى لو كان على حساب صحة الناس .

### فوائد التعديل الوراثي
كما ذكرت أن فوائده تعتمد على إنتاج سلالات ذات فوائد غذائية أكبر أو تحويل الخصائص الجينية لبعض النباتات مثل إنتاج البطيخ بدون بذر .
كما يزيد من مقاومة النبات للحشرات .
فمثلا نبتة القطن تتم مهاجمتها من قبل حشرة تدعى دودة القطن التي قد تهلك محصولا كاملا من القطن فتم تطوير نوعية محسنة من نبتة القطن تحتوي على مضادات لهذه الحشرة الأمر الذي يضمن عدم مهاجمة هذه الحشرة للقطن وبالتالي سلامة محصول القطن .

### التعديل الوراثي الطبيعي عند النباتات
يعتبر مرض جرب النسخ الذي يصيب النباتات ورم طبيعي يتكون من خلايا نباتية تأوي نوعا من البكتيريا التي تعيش في التربة.
عند تعفن النباتات بـ A. tumefaciens ، يتم دمج المورثة (جزء من البلاسميد البكتيري) في صبغيات النبات. يؤدي دمج المورثة إلى إكساب النبات صفة جديدة وهي القدرة على التكاثر العشوائي (الورم).
إن الخلايا التي أدمجت مورثات نقلت إليها بواسطة A. tumefaciens تسمى خلايا معدلة وراثيا والنبات المعفن يسمى متعضيا معدلا وراثيا 

### تقنيات التعديل الوراثي الطبيعي عند النباتات في المختبر
التعديل الوراثي عبر استعمال تقنية بيولوجية:
تتمثل هذه التقنية في استعمال ناقل بيولوجي A. tumefaciens لنقل المورثة من كائن حي إلى نبات. وتتلخص مراحل هذه التقنية:
- عزل المورثة المرغوب فيها ثم دمجها في ناقل: البلاسميد الذي يصبح ذا تركيب جديد.
- وضع البكتيريا التي تحتوي على الناقل والخلايا النباتية جنبا إلى جنب للحصول على كنب.
- انتقاء الخلايا النباتية المعدلة وراثيا وافتسالها في الزجاج.
- الحصول على نباتات كاملة معدلة وراثيا اكتسبت صفة جديدة تبعا للمورثة المدمجة.

التعديل الوراثي باستعمال تقنية القنبلة:
تتمثل هذه التقنية الحديثة في نقل مورثة بشكل مباشر باستعمال مدفع جزيئيات دقيقة تسمح بدمج المورثة ضمن المادة الوراثية للخلية النباتية. بعد تكاثر وتجديد هذه الخلايا نحصل على نبتة كاملة معدلة وراثيا.

## إشكالية التعديل الوراثي عند النباتات
يتم إنتاج النباتات المعدلة وراثيا باعتماد تقنيات وراثية حديثة تطبَّق على الكائن الحي. يرجى من تطبيقها فوائد عديدة في عدة ميادين، فلاحية غذائية صحية وصناعية ... غير أنه في غياب الإلمام بالأخطار والعواقب المحتملة للمتعضي المعدل وراثيا على المدى البعيد بخصوص صحة الإنسان والتنوع البيولوجي والبيئة، يبقى الجدل قائما ومستمرا بين مؤيدي ومعارضي إنتاج المتعضي المعدل وراثيا ومشتقاته.

## استنساخ الإنسان
الاستنساخ هو إنتاج مجموعة من الخلايا أو الأعضاء المتماثلة من ذات الشخص ويسمى أيضا [الاستنساخ البشري]، وليس معلوم حتى الآن كيف ومتى سيصبح استنساخ الإنسان ممكناً لكنه متوقع قريبا جدا وما يمكن قوله الآن أن هناك طريقتان يمكن بهما نظريا استنساخ الإنسان:
- الأولى: أن يُقسم الجنين إلى عدد من الخلايا للحصول على عدد كبير من الأفراد وتدعى هذه الطريقة الاستنساخ الجنيني.
- الثانية: هي أخذ خلايا جسدية من شخص ما واستنساخها للحصول على أفراد متماثلة تماماً وتدعى هذه الطريقة بالاستنساخ من خلايا جسدية.

إننا نعتقد أن منع الأبحاث المتعلقة باستنساخ الإنسان ضلالاً، ولكي نوضح موقفنا هذا علينا أن نشرح عملية الانتقال النووي في الخلايا الجسدية ومن ثم إمكانية تطبيق العلاج بشكل فريد.
التجربة التي نتحدث عنها الآن تتلخص بنقل خلية بشرية «تؤخذ من جنين أو خلية جسدية بالغة» متعددة الصبغيات إلى بيضة بشرية انتزعت منها نواتها الأصلية.
إذا كان مصدر النواة خلية جسدية بالغة، فإن تغيرات جذرية معقدة ستحدث أولها أن على هذه الخلية أن تندمج مع البيضة المنزوعة النواة ثم عليها أن تتأقلم مع محيطها الجديد. وثانيها على هذه الخلية الجديدة أن تكون قادرة التكاثر بالانقسام وذات فعالية لتولد خلايا متمايزة ومتخصصة بالنسج كالعضلات والجلد والقلب. وأخيراً على هذه التركيبة الخلوية أن تكون قادرة على تجديد نفسها وبذلك يمكن استخدام تلك النسج في العلاج.
الاستنساخ هو تكاثر عضوي دون تزاوج، على غرار ما يحدث لدى الكائنات البدائية وحيدة الخلايا «مايكرواورغانزم» microorganisms حيث تتم عمليات استنساخ تقدر بملايين المرات دون حدوث تغيرات وراثية تذكر.
أما عند الثدييات فإن الاستنساخ محصور بانقسام البيضة وهو ما يسمى عادة بالتوأم وحيد المشيج" monozygotical twins" وكونها تملك نفس المورثات لا يعني بالضرورة انه تملك ذات البنية العضوية وذلك لتباين النمو عند تلك الأحياء وهو ما يسمى «نشاز النمو» ويؤدي إلى اختلاف بين الأحياء البالغة.
إن ما حققه د. ولمت هو تكاثر اصطناعي لأحياء بالغة دون تزاوج الوراثي في الخلايا الحية
بعد ذلك استنسخ علماء يابانيون عجولاً وفئراناً بدلا من الأغنام كذلك استنسخت قرود وخنازير، ولا شك أن حيوانات كثيرة أخرى ستستنسخ لاحقاً.
لقد أصبح بالإمكان استنساخ خلايا هي بدورها مستنسخة، فقد استنسخ عجل من خلية ثور مستنسخ، كما بات ممكنا تقنياً الاستنساخ بحقن المادة الوراثية للميتوكوندريا وقد اثبت ولادة أولى ذرية «دولي» مدى نجاحنا بالتحكم بهذه التقنية.
لقد انتقد المجتمع هذه التقنية لخطورة تطبيقها على العنصر البشري، وبعض الدول حرّمت الأبحاث المتعلقة بها.

## الاستنساخ التكاثري (Reproductive cloning) استنساخ الكائنات الحية بالكامل
يعرف الاستنساخ التكاثري أو الجنسي بأنه إنتاج لكائن حي له نفس المادة الوراثية (Nuclear DNA) لكائن حي آخر المنسوخ منه. لقد قام الفريق العلمي بمختبر روزلين بعملية استنساخ جنسي في عملية استنساخ للنعجة دولي.و تعرف هذه العملية أيضا ًبنقل نواة الخلية الجسمية (somatic cell nuclear transfer" (SCNT). وبشكل مبسط نقل نواة من خلية من خلايا الجسم غير الجنسية أي غير التي توجد في المبيض (في الأنثى)و من خلايا الخصية (في الذكر).و الخلية التي استعملت لاستنساخ دولي كان من خلايا الثدي لنعجة أخرى.و من ثم أخذت أيضا بويضة من المبيض وقام العلماء من التخلص من النواة التي بداخل تلك البويضة ثم قاموا بزرع النواة التي أخذوها من ثدي في داخل البويضة. ثم قاموا بصعق تلك البويضة بالكهرباء لكي ينشطوا عملية الانقسام. وبعد أن بدأت هذه البويضة في الانقسام قاموا بغرزها داخل رحم نعجة وبعدها نما الجنين في الرحم فأصبح نعجة كاملة.
علميا فان دولي (أو أي حيوان أو إنسان)يستنسخ بهذه الطريقة ليس في الحقيقة نسخة مطابقة للام أو الأب الذي أخذ منه النواة. فهناك بعض من المادة الوراثية موجود خارج النواة وهو بالتحديد موجود في داخل البويضة التي أزيل منها النواة.و هذه المادة الوراثية موجودة على جسيمات صغيرة تسمى بالميتوكوندريا (Mitochondria). ومع أن الميتوكوندريا مصنع هام للطاقة إلا انه يكثر فيها الطفرات مع تقدم العمر وقد يكون لها علاقة بالهرم.

## الاستنساخ العلاجي Therapeutic cloning
و يقصد بذلك استنساخ كائنات حية لأخذ خلايا جذعية (Stem Cells) ولا يسمح لها للوصول إلى تخليق كائن حي كامل. وأهمية هذه الخلايا تنبع في قدرة هذه الخلايا في إنتاج أي خلايا أو أعضاء كالكلية والكبد والخلايا الدموية والتي يرجى في استخدامها علاج الكثير من الأمراض التي لا يوجد لها علاج شافي. ولقد قامة إحدى الشركات العلمية في ولاية ماسيشيوستز بالولايات المتحدة الأمريكية (Advanced Cell Technologies) في شهر نوفمبر من عام 2001 بالإعلان عن محاولة ناجحة لاستخلاص خلايا جذعية من أجنة مستنسخة وذلك بعد أن قامة باستخدام 8 بويضات بشرية تم تفريغها من نواها ثم زرع بداخلها نوى خلايا من الجلد.و لقد نجحوا في إنتاج خلايا جذعية من بويضة واحدة بينما فشلة البويضات السبع.

## تطورات الهندسة الوراثية خلال نصف القرن

بدأت تكنولوجيا الإخصاب ببطء وقام العلماء الاجنه والجينات بنقلها من الحيوان إلى الإنسان. وكان التقدم في هذا المجال ثابتا سواء في العلم أو الخيال العلمى .. وتطورت الهندسة الوراثية بين عامى 1950 إلى عام 1997 حتى وصلنا إلى الاستنساخ.. كما يلى:
1- في عام 1950 كانت أول محاولة ناجحه لتجميد خلايا بقرة عند درجة 79 تحت الصفر لنقلها لبقرة أخرى.
2- وفي عام 1952: كانت أول محاولة لنسخ ضفدعة على يد روبرت برجيس وتوماس كنج.
3- وفي عام 1963: قام جون جاردن أيضا باستنساخ ضفادع.
4- وفي عام 1978 : ظهر فيلم «أولاد البرازيل» الذي يحكى قصة استنساخ بعض الأشخاص من خلايا «هتلر».
5- وفي عام 1978 أيضا: كان ميلاد «لويس» أول طفل بالتلقيح الصناعى من بويضة مخصبة للأيوين باتريك ستيبو وجى ادوار من إنجلترا.
6- وفي نفس العام كذلك صدر كتاب للخيال العلمى للكاتب «ديفيد روفريك» حول تخيلاتة عن استنساخ البشر.
7- وفي عام 1983: أول أم ترعى جنين لأم أخرى بالتلقيح الصناعى.
8- وفي 1985 : قام العالم رالف برستر بتصنيع خنازير في المعمل تنتج هرمونات النمو البشرى .
9- وفي عام 1986: حملت السيدة «مارى بث» جنينا بالتلقيح الصناعى حتى ولادتة وفشلت في الاحتفاظ به.
10- وفي عام 1993: ظهرت عدة افلام للخيال العلمى عن استنساخ البشر مثل الديناصور.
11- وفي عام 1994 - 1996 : قامت شركة مارفيل للأفلام الكوميدية بصنع فيلم بطل ادعى «ساجا».
12- وفي عام 1996 : انتج فيلم عن استنساخ الممثل «مايكل كاترون» ليظهر في عدة اشخاص.
13- وفي عام 1997: أعلن «كامبل ويلموت» مولد النعجة دوللى التي استنسخت من خلايا وليست اجنه.

## الاستنساخ الجزيئي
الاستنساخ الجزيئي يشير إلى عملية إنتاج نسخ مطابقة للأصل من سلسلة جزئية لحمض نووي ريبي حمض نووي ريبوزي منقوص الأكسجين محددة. كثيرا ما يستخدم الاستنساخ من أجل تضخيم أجزء من سلسلة الحمض تحتوي على مورثات كاملة، ولكن يمكن استخدام التقنية أيضا من أجل تضخيم أي سلاسل جزئية أخرى. تستعمل التقنية أيضا في مجالات واسعة من التجارب البيولوجية والتطبيقات العملية.
استنساخ الأجنة هو توأمة صناعية أشبه بطريقة تخليق التوائم طبيعيا. كمافي استنساخ التوائم حيث البويضة المخصبة تنشطر بسبب مجهول ليتكون توأمين متطابقين. وكل منهما متطابق مع الآخر جينيا. لكن في الاستنساخ تتم عملية التوأمة المقصودة معمليا.
تقنية الاستنساخ ما زالت تحت التطوير لدرجة لايمكن محاولة إجرائه علي البشر لخطورته. لأن كل التجارب علي الحيوانات قد فشلت أو أسفرت عن أجنة مشوهة. حتي استنساخ الأعضاء والأنسجة من الخلايا الجذعية بالأجنة فيه خطورة كما جاء في مجلة (ساينس).
ورغم أن تقنية الاستنساخ قد أجريت علي عدة حيوانات لكنها ما زالت تحبو ولم تتطور. وآليته لم تفهم بعد.و طريقته بانتزاع مادة H1N1 من نواة خلية البويضة للأم لتحل محلها مادة دنا الأب الافتراضي المستخلصة من خلاياه ولاسيما خلايا الجلد. ثم يسلط علي الخلية الملقحة شحنات كهربائية لشحذ عملية الانقسام كأي جنين عادي. ثم توضع في محلول ملحي لتنقسم وتوضع في رحم الأم الحاضنة بطريقة تشبه تماما تقنية أطفال الأنابيب. لكن من التجارب التي أجريت علي الخمسة أنواع من الثدييات قد أسفرت عن فرص نجاح متدنية. لأن الغالبية العظمي من هذا الحمل الاستنساخي يتعرض للمخاطر للجنين والأم. ولاسيما وأن الجنين قد يكون أكبر من أي جنين عادي مما يمزق الرحم. ويمكن أن ينتفخ بالسوائل. لهذا كل حمل استنساخي يتعرض للإجهاض التلقائي.
ولقد كانت النعجة دولي أول حمل استنساخي ناجح من بين 247 تجربة حمل.فأقل من 1% من الحيوانات المستنسخة عاشت فترة الحمل. لكن معظمها تعرض لشذوذ في وظائف الكبد ومشاكل في القلب والأوعية الدموية وقلة نمو الرئة ومرض السكر وعوز في جهاز المناعة وعيوب جينية خفية. فكثير من الأبقار التي استنسخت كانت تعاني من عيوب خلقية بالرأس ولم تعش طويلا حسب متوسط العمر لمثيلها من الأبقار الطبيعيين.
أما المواليد العاديون فيتكونون من ارتباط جينات الحيوان المنوي للأب وبويضة الأم. وهذه الجينات تطبع بطريقة غير معلومة تماما متحاشية أي تشويش أو ارتباك ما بين جينات الأم وجينات الأب. لكن في عملية الاستنساخ هذه الطباعة للجينات لاتجري بطريقة سليمة ولايمكن فحص هذه المشكلة في أي جنين لعدم وجود شواهد تدل عليها.
لكن هل يصبح الطفل المستنسخ نسخة طبق الأصل لوالديه ؟.
ليس هذا صحيحا. لأن 99,9% سيكون متطابقا جينيا مع والديه بسبب وجود جينات هامة سوف تساهم فيها البويضة وهذه الجينات ستستقر خارج نواة البويضة الملقحة. لهذا توجد تحذيرات من أخطار الاستنساخ جعلت العلماء يحذرون من استنساخ البشر خشية وقوع شذوذ جيني لاتعرف عواقبه ويصعب اكتشافه في الحيوان المستنسخ.

## استنساخ الباندا
وعلي صعيد آخر.. يدرس العلماء إمكانية استنساخ دب الباندا العملاق، لزيادة أعداد هذا الحيوان النادر والمهدد بالانقراض. فمنذ شهور نجحت تجربة إنتاج جنين لدب الباندا باستخدام بويضة أرنب، ولكن الفكرة لم تكتمل نظرا لما ثار حولها من جدل في الصين الموطن الأصلي لهذا النوع من الدببة علاوة علي أن نجاح هذا الأسلوب في إنتاج أشبال حية للدب غير مضمون. ويعتبر التوصل لوسيلة لإنقاذ دب الباندا من الانقراض من أكبر التحديات التي تواجه علماء الحيوان بالصين. لأن تلك الفصيلة من الدببة رمزمن أغلى الرموز الوطنية هناك. ولاسيما وأنها تعاني من صعوبة شديدة في التكاثر. لهذا عندما أعلنت الصين في العام الماضي نجاحها في إنتاج جنين لدب الباندا العملاق بالاستعانة بتكنولوجيا الاستنساخ.اعتبرته إنجازا غير مسبوق لإنقاذ هذا الدب من الانقراض وقال العلماء الصينيون إنهم في طريقهم لإنتاج أول باندا مستنسخة خلال الثلاث سنوات القادمة.
لكن أكثر الباحثين في الصين وخارجها يشككون في إمكانية نجاح هذا الأسلوب. لأن من أكبر المشاكل التي تعترض طريق نجاح الفكرة هي إيجاد مضّيف يصلح لاحتضان جنين الباندا المستنسخ. فعلى الرغم من استخدام بويضة أرنب لإنتاج الجنين إلا أن اختلاف الحجم وفترة الحمل بين الحيوانين سيحول دون استخدام أنثى أرنب لحضانة البيضة المخصبة. كما أنه من النادر جدا أن يكتمل حمل إناث الباندا في العادة. مما دعا العلماء الصينيين للبحث عن حيوان بديل لحمل أجنة الباندا.وحتى الآن لم يتمكنوا من تحقيق فكرة استنساخ حيوانات داخل أنواع أخرى. وهذه المخاوف من انقراض الباندا في بيئته الطبيعية قد جعلت الصين تمنع قطع الأشجار في المناطق التي يعيش فيها هذا الدب وتحد من صيده.

## عملية الاستنساخ
كان استنساخ النعجة دوللي ثورة في عالم الاستنساخ حيث قامت حولها ضجة إعلامية غير مسبوقة. لأنها كانت قد ولدت من رحم حسب تقنية النقل النووي للخلايا الجسدية. وكانت دولي أول محاولة لاستخلاص واستنبات أجنة صناعية تنمو لإنتاج أشخاص توأمية متشابهة ومتطابقة. ويتكون الجنين من نواة خلية المعطي (المتبرع سواء أكان ذكرا أم أنثي)التي تولج بالبويضة المفرغة من نواتها. ويطلق عليها الخلية المستقبلة. حيث تنتزع نواة البويضة بالقص بالليزر للكروموسومات التي تعتبر إحدي المكونات الوراثية للأنواع. والخلية المعطاة لابد أن تحضر بطريقة خاصة قبل إدخالها في البويضة بوضعها في محلول ملحي بدون مواد مغذية.
وتنقسم الخلية الملقحة جينيا المبكرة لتنمو لخلايا متخصصة تكون أجزاء أعضاء الجسم. ثم تكون الجسم الكامل للكائن الحي المستنسخ. والخلايا المعطاة لاتلفظها البويضة بعد تلقيحها بالنقل النووي لتصبح معدة للاندماج بتيار كهربي ينشط أيضا هذه الخلية البويضية الملقحة جينيا للانقسام والنمو. والبويضة التي تنزع منها نواتها تفقد موروثها الجيني لتتلقي جينات الخلية المعطاة ليصبح الجنين موروثه الجيني متطابقا مع جينات الخلية المعطاة.
لكن العلماء لهم محاذيرهم علي الاستنساخ البشري بهذه التقنية. لأن تقنية النقل النووي لاتنطبق علي استنساخ البشر. لأن التكوين الجيني لخلاياه أكثر تعقيدا من الأغنام كنوع دوللي. كما أن شريط الدنا البشري معقد جدا. إلا أن بعض العلماء يقرون باحتمال تطبيق النقل النووي علي البشر. لأن تقنية الاستنساخ الجيني بالنقل النووي متشابهة ومستقلة عن البويضة المتلقية. فلقد وجد أن بويضة البقرة صالحة للقيام كبويضة بديل للبوبضة البشرية من أي امرأة وتقبل أي نوع خلية معطاة حتي ولو كانت بشرية أو من أي حيوان ثديي آخر. لتكون الأجنة المستنسخة أمهاتها بقر
فالعلماء يقولون: أن البويضة البقرية الملقحة بعد اندماجها كهربيا توضع في رحم أم من نفس نوع المعطي وتأخذ صفاته وليس صفات البقر. وبويضة البقرة أنسب لأنها كبيرة ورخيصة ويسهل الحصول عليها وقد استخدمت لإنتاج خنازير وغنم وقرود. واستعمال بويضات البقر وتوفرها سوف يسهل ويسمح بإجراء التجارب علي الاستنساخ البشري مستقبلا. فلقد سبق دوللي قبل استنساخها 1277 تجربة استنساخ قبل نجاح تجربتها.
وخشية أن تكون عملية النقل النووي غير كافية فلقد استحدث العلماء تقنية جديدة أطلق عليها عملية بلاستومير (فصل الأجنة) Blastomycose Séparation لاستنساخ البشر. وتتم بإنتاج البويضة المخصبة لتنتج جنينا في دوره النموي المبكر.و يفتح غشاؤها الخارجي pellucide ثم يقسم لعدة أجنة متطابقة وراثيا يطلق عليها الأجنة المنفصلة المتطابقة (بلاستوميرات) Blastomycoses وكل واحد منها ينمو لجنين مستقل ويتكون له غشاء pellucide صناعيا ليغلفه. ولما يصبح كل جنين مستقرا في النمو. يزرع في رحم الأم البديل. وعدد هذه الأجنة المنفصلة المتطابقة قد لايكون محدودا. لأن كل جنين جديد يحصل عليه يمكن أن ينقسم مرة ثانية لعدة أجنة متطابقة. كما يمكن أيضا.. استخلاصها لإنتاج واستنساخ أجنة متطابقة (نسخ طبق الأصل) جديدة. وهذه الطريقة أرخص. ويمكنها أن تجعل عملية الاستنساخ أكثر قدرة وكفاءة.فلو نجحت طريقة النقل النووي أو الانفصال الجنيني في استنساخ البشر. فهذا معناه أنه سيكون واقعا مقبولا عالميا.وعلماؤه سيمارسونه بكفاءة
فقبل الاستنساخ كان إجراء عمليات الهندسة الوراثية (الجينية) في كائن حي سواء أكان نباتا أو حيوانا. وقد تصيب الهدف أو تحيد عنه.لأنها كانت محاولة لإدخال جين مطلوب في مكانه الصحيح بالخلية المستهدفة. وليكن في نعجة على سبيل المثال.فقد كانت عمليات الهندسة الجينية تتم بحقن المادة الوراثية (دنا) في البويضة أو الجنين. وعندما ينمو الحيوان يري العلماء التغير الجيني الذي يظهر ومدي تأثيره عليه وعلي نسله من بعده. عكس الاستنساخ الذي يحول أي خلية حية إلي حيوان عن طريق حقن الدنا في خلية توضع في طبق بتري (طبق زجاجي) بدلا من حقنها في بويضة كما كان يتبع سابقا في الهندسة الوراثية. فعندما نحصل علي خلايا بصفات وراثية مطلوبة تدمج مع بويضة منتزعة منها كروموسوماتها ليصبح الحيوان المستنسخ خلايا جسمه كله بها صفات الخلية المستنسخة. وقبل ولادة (دوللي) لم يستنسخ حيوان ثديي واحد بنجاح.
وفي الحياة الطبيعية ليست كل الكائنات الحية تتبع في تكاثرها الاستنساخ الذاتي كما في البكتربا والخميرة لكن هناك كائنات أكبر يتم فيها هذا الاستنساخ كما في القواقع والجمبري رغم أن التكاثر الجنسي هو السمة والوسيلة الطبيعية السائدة والوحيدة للحفاظ علي الإرث الجيني للأنواع. لأن الأنواع التي تتكاثر لاجنسيا (بالانقسام الخلوي الذاتي) يموت معظمها أوتنقرض. بينما نجد حشرة المن (الأرقة) التي تمتص عصير النباتات رغم أنها تتناسل بالاستنساخ الذاتي لإنتاج نسائل متطابقة معظم الوقت. إلا أنها تتبع خلال بعض أجيالها التكاثر الجنسي وعلي فترات لتحافظ علي مخزونها الجيني وتجدده أوتحسنه.

## استنساخ الأجنة
تقول صحيفة الديلي تلجراف البريطانية حول الاستنساخ العلاجي من أن فريقا سيتوصل إلى استنتاج حول الفوائد العلاجية من بعض عمليات الاستنساخ للأجنة رغم الاعتراضات الأخلاقية التي ستواجهها. بالرغم من أن الاستنساخ العلاجي يختلف عن الاستنساخ التكاثري. لأنه لا يهدف إنتاج نسخة كاملة من البشر بل يهتم فقط بالمراحل الأولى للأجنة التي يمكن الاستفادة من خلاياها الأساسية (الجذعية) Stem cells التي بإمكانها التطور إلى أنواع مختلفة من الخلايا والأنسجة والأعضاء والعظام والعضلات والأعصاب مما يؤدي هذا التطور العلمي الحالي إلى ثورة في مجال الطب بتطوير هذه الخلايا الأساسية الجنينية لتنمية أنسجة وأعضاء بشرية متخصصة تستخدم في عمليات زراعة الأعضاء. فهذه التقنية ستنتج أنسجة لا يرفضها جسم الإنسان من خلال أخذ الحامض النووي [[حمض نووي ريبي منقوص الأكسجين DNA من المريض واستخدامه للحصول على جنين مستنسخ. وتعترض الكنيسة الكاثوليكية على التضحية بجنين من أجل الحصول على خلايا أو عضو جسدي. ويعلق بيتر جاريت الناطق باسم منظمة لايف المعارضة للإجهاض قائلا: إن استخدام الاجنة المستنسخة لإنتاج أنسجة بشرية في عمليات زراعة الأعضاء يشبه إلى حد كبير أكل لحوم البشر. لكن مجلس نافيلد لأخلاقيات العلوم الحيوية يدافع قائلا: إن استنساخ القليل من الخلايا لا يماثل استنساخ الإنسان. ولا يهدف إنتاج نسخة كاملة من البشر، بل يهتم فقط بالخلايا التي بإمكانها التطور إلى أنواع مختلفة من الخلايا لاستخدامها في تحقيق تقدما كبيرا في علاج الكثير من الأمراض المزمنة والمستعصية كمرض الرعاش (باركنسون) والخرف (الزهايمر) واستبدال القلب والشرايين التالفة.

## الاستنساخ العلاجي
نشرت مجلة (سينتفيك أمريكان) مؤخرا مقالا مثيرا بعنوان (أول جنين مستنسخ) يدور حول استنساخ أجنة بشرية في مراحلها المبكرة. وهذه الأجنة تتولد من البويضات بطريقة يطلق عليها الاستنساخ العلاجيTherapeutic cloning.وهذه تتم من خلال تقنية تكنولوجيا الخلية المتطورة Advanced Cell Technology حيث استخدم العلماء تقنية النقل النووي nuclear transplantation الذي يعرف بالاستنساخ cloning. ويقول العالمان جوس سيبيلي ومايكل كارول إيزيللي بعد تلقيح الخلية المفرغة النواة شاهدا تحت الميكروسكوب كرات من خلايا منقسمة لاتري بالعين المجردة. وهذه تعتبر أول أجنة بشرية أنتجت وأستنسخت في أكتوبر عام 2001. ولما وصلت كل كرة لمرحلة الانقسام وصل عدد خلاياها 100 خلية بكل كرة جنينية. أطلق عليها بلاستوسستات (خلايا جنينية متحوصلة) blastocysts. وهي عبارة عن أجنة في مراحلها الأولي المبكرة. ويهدف العالمان استخلاص خلايا جذعية بشرية من هذه الأجنة المبكرة.وزراعتها لتنتج الأعصاب والأعضاء والأنسجة الحيوية. وهذه الخلايا الجذعية البشرية human stem cells ستكون في بنوك لإنتاج الأعضاء وقطع الغيار البشرية. ولسوء الحظ أحد هذه الأجنة في تجربة مثيرة انقسم لمرحلة ست خلايا وتوقف نموه.لكن هذه الخطوة الرائدة تعتبر فجرا جديدا بالطب والعلاج الاستنساخي. لأن العالمين استطاعا حث هذه البويضات البشرية كهربائيا للانقسام دون التلقيح بالحيوانات المنوية وإنتاج كرات (العلقة) من الأجنة بدون النطفة.
فالاستنساخ العلاجي يستهدف استعمال مادة جينية من خلايا المريض نفسه لإنتاج خلايا جزر البنكرياس لعلاج السكر أو خلايا عصبية لإصلاح العمود الفقري التالف. وهو غير الاستنساخ التكاثري reproductive cloningالذي يستهدف إدخال وزراعة جنين مستنسخ في رحم امرأة لولادة طفل مستنسخ. وهذه التقنية التي تتبع في هذا الاستنساخ التكاثري تمثل مخاطرة للأم الحاضن للجنين.كما تشكل خطورة علي الجنين نفسه. لهذا أكثر علماء الاستنساخ يعارضون فكرة الاستنساخ البشري التكاثري. لكن الاستنساخ العلاجي يجد قبولا لدي كثيرين من العلماء ورجال الدين. لأنه لايقتل أجنة كاملة النمو ولايمس الموروث الجيني للبشر كما خلقه الله أو يتلاعب في مورثاته التي ميزتنا وجعلتنا بشرا. وكان العالمان قد استشارا علماء الأخلاق والاجتماع لإجراء تجاربهما حتي لايقعا في محاذير دينية أوأخلاقية لاستنساخهما أجنة بشرية.
وكانت الخطوة التالية اختيار امرأة ترغب في التبرع ببويضات تستعمل في عملية الاستنساخ واختيار أشخاص راغبين في التبرع بخلاياهم لاستنساخها.وهذه الخلايا الجسدية تؤخذ عادة من الجلد. وقد تبدو هذه العملية الاستنساخية سهلة. إلا أنها تعتمد علي عدة عوامل صغيرة لا يفهم بعضها حتي الآن. لأن من أساسيات تقنية النقل النووي استخدام إبر دقيقة خاصة لشفط المادة الجينية من البويضة الناضجة لتفريغها من النواة. ثم حقن النواة المستخلصة من خلية المتبرع. وغالبا بقية خلية البويضة المفرغة من نواتها في ظروف خاصة قد تجعلها تنقسم بعد ذلك.كما أن البويضات والخلايا الجسدية تؤخذ من اشخاص معافين ليس لديهم أمراض. والمرأة المتبرعة ببويضاتها تحقن بهورمونات أنثوية لتعطي عشر بوبضات في الحيض الواحد بدلا من 1-2بويضة في الحالات العادية. كما أن الخلية الجسدية (الفيبروبلاست fibroblast) البالغة تؤخذ من الجلد عندما تبدأ في الانقسام.
ورغم أن العالمين قاما بإدخال الخلية الفيبروبلاست في البويضة المفرغة إلا أنهما قاما في بعض التجارب بحقن خلايا تجمعية cumulus cellالتي تتعلق بالبويضات النامية في المبيض. وهذه الخلايا متناهية لدرجة يمكن حقتها بالكامل في البويضة المفرغة. وهذه التجارب أجريت علي 71 بويضة قبل إجراء التجارب الفعلية علي ثمانية بويضات خصبت بالخلايا التراكمية بهذه الطريقة أسفرت بويضتان منها عن تكوين علقات (أجنة مبكرة). كل منها انقسمت لأربع خلايا وواحدة انقسمت لستة خلايا قبل أن تتوقف جميعها عن النمو. وكان العالمان قد حاولا إجراء التلقيح العذري (الذاتي) Parthenogenesis عن طريق حث البويضات البشرية للانقسام إلي أجنة مبكرة بدون إخصابها بالحيوانات المنوية كما في الإخصاب العادي أو تفريغ البويضات وإدخال خلايا المعطي كما في عملية الاستنساخ.

## استنساخ فئران في اليابان
تمكن فريق علمي ياباني في وهو البرفيسور تيروهيكو وأكاياما وزملاءه بمعهد ريكن للابحاث في يوكوهاما من استنساخ سبعة فئران بنفس التقنية التي تم فيها استنساخ النعجة دولي حيث تم أخذ خلايا دماغية من جثة فأر ذكر عادي أزالوا النواة التي توجد في مركز الخلية والتي تحتوي على دي.إن.أي DNA وتم وضعها في بويضة فأر مخصبة منزوعة النواة وتم تحفيز الخلايا كهربائيا لتبدأ بالانقسام وتنمو كأي جنين حديث التكوين وبعد عدة أيام زرعت الأجنة المستنسخة في أرحام أمهات مؤقتة وبعد ثلاثة أسابيع ولدت الفئران وهذا الاستنساخ سوف يتيح للعلماء استنساخ الكائنات المنقرضة المتجمدة مثل فيل الماموث الذي يرجح العلماء أن استنساخ فيل الماموث حاليا غير عملي لانه لا توجد خلايا حية متاحة والمادة الوراثية الباقية هي حتما متحللة.

## استنساخ فأر من قطرة دم لاخر
قام علماء يابانيون بأستنساخ فأر باستخدام نفس التقنية التي استعملت لاستنساخ النعجة دوللي قبل اعوام وذلك باستخدام قطرة دم من ذيل فأر آخر.

## الأخلاقيات
خلصت مجموعة الأخلاقيات الأوروبية في رأيها إلى ما يلي: "نظرًا للمستوى الحالي من المرض والمشاكل الصحية للأمهات البديلات والحيوانات المستنسخة، فإن المجموعة تشك فيما إذا كان استنساخ الحيوانات للأغراض الغذائية مبررًا من وجهة نظر أخلاقية. ما إذا كان هذا ينطبق أيضًا على النسل يتطلب المزيد من البحث العلمي. وفي الوقت الحاضر، لا يرى فريق الخبراء الحكوميين أي حجج مقنعة يمكن أن تبرر إنتاج الغذاء من الحيوانات المستنسخة ونسلها. كما أدرجت هذه المجموعة التدابير التي يتعين اتخاذها في حالة إدخال أغذية من الحيوانات المستنسخة إلى الاتحاد الأوروبي. لذلك اعتمد أعضاء البرلمان الأوروبي يوم الثلاثاء 8 سبتمبر 2015 تشريعًا يحظر استنساخ الحيوانات لأغراض التربية والغذاء في الاتحاد الأوروبي، ولكن أيضًا استيراد نسل ومنتجات الحيوانات المستنسخة (اللحوم والحليب والمواد الإنجابية، وما إلى ذلك). ويتعين على الدول الأخرى أن تضمن أن المنتجات التي تصدرها إلى أوروبا لا تأتي من الحيوانات المستنسخة؛ من خلال نظام الشهادات.
يعتقد المروجون لاستنساخ حيوانات المزرعة أنه يلبي تحديات البحوث الزراعية (تسريع اختيار الحيوانات، وإنقاذ السلالات المهددة بالانقراض) والبحث العلمي (فهم أفضل لآليات التنظيم اللاجيني للمراحل الأولى من التطور الجنيني).
ولا تزال سلامة الأطعمة المشتقة من الحيوانات المستنسخة محل جدل، على الرغم من نشر رأي إيجابي من إدارة الغذاء والدواء (الهيئة الفيدرالية الأمريكية المسؤولة عن مراقبة جودة المنتجات الغذائية التي تباع في السوق الأمريكية) والتي تقدر أن "اللحوم والحليب من الحيوانات المستنسخة" لا تمثل الأبقار والخنازير والماعز المستنسخة، وكذلك نسل الأنواع المستنسخة التي يتم استهلاكها تقليديًا كغذاء، خطرًا أكبر من تلك الناتجة عن الحيوانات التي تتم تربيتها باستخدام الطرق التقليدية […] ولا تطلب الوكالة وضع علامات، أو أي تدابير إضافية أخرى، الأطعمة المشتقة من الحيوانات المستنسخة من الأبقار أو الخنازير أو الماعز أو نسلها، لأن الأطعمة من هذه المصادر لا تختلف بأي شكل من الأشكال عن تلك المشتقة من الحيوانات التي تتم تربيتها بالطرق التقليدية […] ونظراً لأن الحيوانات المستنسخة ستستخدم في التربية، ولن يتم إدخالها إلى السلسلة الغذائية بأعداد كبيرة. وعلى العكس من ذلك، فإن نسلهم الناتج عن التكاثر الجنسي سيتم استخدامه لإنتاج اللحوم والألبان المعدة للتسويق. وفي هذا الوقت، تواصل الوكالة التوصية بعدم إدخال الأطعمة من الأنواع المستنسخة بخلاف الأبقار والخنازير والماعز (مثل الأغنام) في السلسلة الغذائية.